# Xã Upper St. Clair, Quận Allegheny, Pennsylvania
Xã Upper St. Clair (tiếng Anh: Upper St. Clair Township) là một xã thuộc quận Allegheny, tiểu bang Pennsylvania, Hoa Kỳ. Năm 2010, dân số của xã này là 19.229 người.